# Charles Florimond de Vogüé
Pour les autres membres de la famille, voir Famille de Vogüé.
Louis François Charles Florimond de Vogüé est un général et homme politique français, né le 25 août 1769 à Tresques et mort le 21 mai 1839 à Montpellier.

## Biographie
Il émigre avec sa famille en 1792 et ne rentre en France qu'avec les Bourbons, qui le nommèrent maréchal de camp en 1814.
Durant les Cent-Jours, il cherche à rejoindre l'armée du duc d'Angoulême, et organise, pour combattre « l'usurpateur », un corps de Royal-Miquelets qui se fait remarquer surtout par sa voracité et n'est prêt à entrer en campagne qu'après Waterloo.
Député du grand collège du Gard du 22 août 1815 au 23 décembre 1823, siégeant dans la majorité ministérielle de droite, il est nommé pair de France le 23 décembre 1823. Il continue de figurer dans la majorité, et prête serment au gouvernement de Louis-Philippe.

## Mandats
- Député du Gard (1815-1823)
- Pair de France (1823-1839)

## Sources
- « Charles Florimond de Vogüé », dans Adolphe Robert et Gaston Cougny, Dictionnaire des parlementaires français, Edgar Bourloton, 1889-1891 [détail de l’édition]
- Armand Cosson, « Vogüé (Louis-Charles-François de) », dans Grands notables du Premier Empire : Gard, Paris, Éditions du CNRS, 1980 (ISBN 2-222-02661-X), p. 45-46.